# Пођи дел Сасо (Гросето)
Пођи дел Сасо (итал. Poggi del Sasso) је насеље у Италији у округу Гросето, региону Тоскана.
Према процени из 2011. у насељу је живело 88 становника. Насеље се налази на надморској висини од 327 м.